# Reforma ortograficzna
Reforma ortograficzna, reforma pisowni – zmiana w normach pisowni danego języka, z konieczności rewolucyjna i wprowadzana przez wyższy autorytet. Reforma ortograficzna jest wyrazem regulacji pisemnej formy języka, ale może być powiązana ze zmianami w języku ustnym. Celem reformy ortograficznej bywa zapewnienie większej zgodności między językiem pisanym a mówionym.
Reforma ortograficzna może wpływać na równowagę między zasadniczymi regułami pisowni, modyfikując udział reguły morfologicznej i reguły fonologicznej. Zmiany językowe nierzadko skutkują rozbieżnościami między pisownią a wymową, gdyż konserwatywna ortografia nie podąża za zmianami w wymowie, co sprzyja uwydatnianiu cech morfologii. Inną motywacją dla reform ortograficznych jest podkreślenie odrębności narodu lub kultury. Czasem reformie ortografii przyświeca idea walki z analfabetyzmem (poprzez uproszczenie systemu pisma) lub ułatwienia komunikacji międzynarodowej (poprzez harmonizację pisowni między pokrewnymi językowo krajami).
Reformy ortograficzne przeprowadzano m.in. w Polsce (1936), na Słowacji (1953) i w Danii (1949). Niekiedy budzą negatywne reakcje opinii publicznej, np. w Czechach i Niemczech (lata 90. XX w.), zwłaszcza ze strony inteligencji. Nie wywierają istotnego wpływu na funkcjonowanie wewnętrznych struktur języka, lecz bywają przedmiotem krytyki purystycznej. Nie zawsze są efektywne, wymagają zmiany przyzwyczajeń i wiążą się z naruszeniem ciągłej tradycji literackiej. Nie powinny być zbyt częste, gdyż mijałoby się to z celem standaryzacji pisowni; każda propozycja ortografii musi zostać przyjęta i przyswojona przez społeczność użytkowników języka. Postulaty dotyczące reformy pisowni zgłasza się m.in. w przypadku ortografii języka angielskiego, która ma charakter zachowawczy i etymologiczny oraz kładzie nacisk na rozróżnianie słów i morfemów.